# コータローまかりとおる!
『コータローまかりとおる!』は、蛭田達也による日本の漫画作品、およびこれを原作とする映画、小説。『週刊少年マガジン』（講談社）で1982年から1994年まで連載。
本稿では続編である『新・コータローまかりとおる! 柔道編』（しん コータローまかりとおる じゅうどうへん）、『コータローまかりとおる! L』（コータローまかりとおる エル）についても併せて扱う。

## シリーズ解説
コータローまかりとおる!
デビュー作となった読切版『コータローまかりとおる!』（後述）を元に『週刊少年マガジン』（講談社）誌上において1982年36号から1994年34号まで連載された、蛭田初の連載作品。単行本はKCマガジンコミック（KC）より全59巻が発売された。
後にKCスペシャル（KCSP）よりワイド版として全31巻、文庫版として16巻（第四部 格闘スポーツ大会・校内編まで）が発売されている。
続編となる『新・コータローまかりとおる! 柔道編』の連載開始後は『旧コータロー』と通称される。
1986年（昭和61年）度、第10回講談社漫画賞少年部門受賞。
東京ドームの数百倍の敷地と生徒数2万人を誇るマンモス校「私立鶴ヶ峰学園」を主な舞台とし、7部からなる本編および過去を扱った番外編からなっている。学園を舞台としながらも、授業風景が出たことは一度もない。
第3部の連載時期に一度実写映画化された。
新・コータローまかりとおる! 柔道編
前作に引き続き、『週刊少年マガジン』（講談社）において1994年38号から2000年まで掲載された、第8部に当たる作品。単行本はKCマガジンコミックより全27巻。
『コータロー』ではない新連載用に準備していたアイデアを、作者が功太郎にやらせてみたくなったために続編とした経緯があり、他のシリーズとの関わりが少なく『新』の中だけで物語がほぼ完結しており、単独で楽しめる作品となっている。
主人公は功太郎であるが、気が弱いため実力を発揮できずにいる西郷三四郎の成長物語としての側面も強い。
柔道編の名の通りメインは柔道ではあるが、柔道のルール内での様々な格闘技による異種格闘技戦が多く、当時の『マガジン』連載作品をはじめ、様々な作品をパロディ化してギャグとしている。
コータローまかりとおる! L
前2作と同じく『週刊少年マガジン』で連載を開始し、2000年24号から2002年36・37合併号まで連載。その後連載誌を『マガジンSPECIAL』に移し2003年1号から連載を続けていたが、作者の体調不良により2004年途中より中断・休載となっており、掲載誌の『マガジンSPECIAL』も2017年2号をもって休刊した。単行本はKCマガジンコミックスより8巻まで刊行。
『コータロー』シリーズ最終章と銘打って連載を開始しており、内容はD地区へ向かう等と『旧』との関わりが深く、『旧』を読まずに『L』を読んでも理解できないことも多く、そのため単行本では欄外において『L』に関わる『旧』のあらましが書かれている。
一方『新』とは時間的には直接繋がっているものの、『新』自体が独立性の強い作品だったため、話の上での接点はほとんどない。

## あらすじ

### コータローまかりとおる!
第1部 コータロー参上編
KC1 - 5、KCSP1 - 3に収録。頭髪違反者の功太郎と、風紀委員の天光寺と幼馴染でもある麻由美は、日夜追いかけっこをしていた。ふとしたきっかけで功太郎は学園の裏を取り仕切る「蛇骨会」会長の後継者争いに巻き込まれ、学園中央部の時計塔を舞台に蛇骨会幹部の砂土屋俊兵と対峙する。
第2部 クララ姫編
KC5 - 9、KCSP3 - 5に収録。ムーア公国より鶴ヶ峰学園に留学してきたクララ姫は自分で着替えをした事がない程の世間知らず。そんな彼女のパンティーを功太郎が狙う事に。護衛となった麻由美や天光寺達、そして自分を特別扱いしない功太郎との楽しい学園生活を送るクララ姫。しかし彼らは王位継承に絡む陰謀に巻き込まれてゆく。内容は第2部だけでほぼ完結しており、以降のストーリーとの関連性は薄い。
第3部 D地区（ディーブロック）編
KC10 - 16、KCSP5 - 9に収録。新任の風紀委員長吉岡に「蛇骨会の遺産」の調査、奪回を依頼された功太郎は、学園の無法地帯と呼ばれるD地区に赴く。そこで、同じく遺産を探す正体不明の集団サイクロプスとの命がけの抗争が始まる。
第4部 格闘スポーツ大会・校内編
KC17 - 26、KCSP9 - 14に収録。ある事件をきっかけに応援団とやり合う羽目になった功太郎は、そのさ中応援団長の鹿斗典善と知り合う。功太郎の型にはまらぬ空手を目の当たりにした典善は、自分の空手に通ずるものを感じ、彼の果たせなかった「変則的な空手での全国制覇」という夢を託そうとする。多数の空手部が存在する鶴ヶ峰学園ではまず校内予選大会に出場しなければならない。しかし功太郎を敵視する生徒会長の妨害により、校内予選は団体戦のみに。かくして功太郎は団体戦のメンバー集めから始めることとなった。
番外編
KC27・28、KCSP14・15に収録。鶴ヶ峰学園に入学した功太郎が入部したのは無限流拳法部。極端流空手部道場を手に入れるまでを描いた過去編。『週刊少年マガジン』1984年サマー大増刊号に掲載され、KC26・KCSP15に収録された読み切りの番外編『南の島の大冒険』も存在。こちらは南海の孤島に流れ着いた功太郎と天光寺、そして麻由美によく似たミイという娘を中心とした話となっている。
第5部 格闘スポーツ大会・全国編
KC29 - 36、KCSP15 - 19に収録。典善からの特訓を受ける功太郎達の元を訪れたのは、功太郎の試合ビデオで見た麻由美に一目惚れした米俵権佐ェ門。彼の才能を見出した典善は功太郎の特訓をやめ、権佐ェ門を鍛える事とする。幼い頃に引っ越した功太郎の幼馴染みの真崎純や、彼女の引越し先での幼馴染み犬島剣兵も巻き込み、複雑に恋愛が絡まった全国大会が始まった。
第6部 バンド編
KC36 - 41、KCSP19 - 22に収録。極端流道場に居候する事となった外人スティーヴ・パイは、音美響が憧れ続けるギタリスト。響の才能と孤独、そして功太郎のリズム感を見抜いたパイは、功太郎にドラムを始めさせ、自らはベースで参加して最高のセッションを実現することとなる。このセッションにおいて音楽の楽しさを噛み締め、バンド活動をはじめた3人に、パイを独り占めしようとするカイザーの魔の手が迫ることとなった。
第7部 千葉流編
KC41 - 59、KCSP22 - 31に収録。ふとした事から美化委員と争う事になった功太郎。そしてその裏で再び動き始めた蛇骨会。全ての黒幕は白バラこと吉岡達也だった。「軍国主義の亡霊」赤岩心水、さらにはCIAとも手を組んで日本を滅ぼす計画が進められる。その打開の鍵を握るのは渡ヶ瀬真由美。多くの人を巻き込んで吉岡との決着がつけられようとする。

### 新 コータローまかりとおる! 柔道編
功太郎と第一柔道部、そして美杉留美子のいざこざから、極端流空手道部道場跡地に建てる新設道場を景品とした、柔道の学内予選が開かれる事に。いつもの面々に、空手を知る為に極端流に入部した柔道少女三船久三、第一柔道部を首になってしまった柔道少年西郷三四郎、柔術家の父に反発する鮫島春樹を加え、極端流柔道部が始動する。

### コータローまかりとおる! L
突然ニューヨークより帰国した功太郎の母親功流美。忍者であり、功太郎を上回るトラブルメイカーである彼女は新堂家に伝わる秘伝虎の巻を狙うアメリカ忍者を連れて来てしまった。最先端技術を用いた、NASA 製の特殊忍具をつかい功太郎達に襲いかかるアメリカ忍者。戦いの中で功太郎は、逃亡防止用の遺伝子組換え破傷風菌を打たれあと5日の命となってしまう。ワクチンを手に入れるため敵の本拠地に乗り込む事とした。

## 登場人物
新堂 功太郎
本編の主人公。私立鶴ヶ峰学園に通う高校2年生。腰まで届く長髪が特徴。非常に明るい自信家で目立ちたがりでスケベだが、一度落ち込むとかなり沈む。かなりのトラブルメーカーである。趣味は「のぞき」と「パンティー収集」。新堂空手道場の一人息子であり、自ら新しい流派「極端流」（極真のパロディ）を立ち上げ、鶴ヶ峰学園で極端流空手部の主将を務める。
渡瀬 麻由美
功太郎の隣に住む幼馴染。第7部で家が壊れて以降は、父と共に新堂道場に居候。功太郎と同じく鶴ヶ峰学園の2年生。華道部に所属し、風紀委員会第七班々長。風紀委員として頭髪違反者功太郎を取り締まろうとするが、成功したことがない。功太郎追跡時は太ももに散髪用の鋏を携帯している。
天光寺 輝彦
功太郎の良きライバルであり親友。鶴ヶ峰学園2年。風紀委員特別機動隊々長で、委員会一の腕利き。武士を自任。天光寺家に伝わる天光流抜刀術の使い手で、一刀の元に大木を両断する「樹断の太刀」「不殺剣」などさまざまな剣技を会得している。また武士の嗜みとして剣術以外にも武道十八般心得があり、空手、柔道共黒帯の腕前。和装を愛しており、下着は常に褌。
如月 剣次
本名は「良美」（よしみ）だが、女のような名前を嫌い剣次を名乗る。中国拳法の使い手で、「発勁」などの技を会得しており、「九節棍」という武具も使う。真面目な性格で無愛想だが、友人や仲間に対しての義に厚く、その分敵に対しては、誰よりも冷酷になることができる。女性に対する免疫が低くすぐに鼻血を吹き出し貧血に陥る。特に恋心を抱く麻由美に対しては弱い。
鹿斗 典善
鶴ヶ峰学園50年生で団員数300を誇る応援団々長。身長数十センチ？というほどの小柄な体格であるが、空手の達人で功太郎や天光寺を簡単にあしらうほどの実力の持ち主。自らの小さな体格を逆に活かし、型に捕われない独自の空手「自由流」と名付ける。自分と非常によく似た戦い方をする功太郎を後継者に選び、自らあみだした必殺技「百人拳」を伝授する。
後 百太郎
応援団副団長で鹿斗典善の片腕と呼ばれる。典善の退学後も変わらず典善を団長と呼び、自分は団長代行を務める。空手の高段者。学年、年齢は不詳だが、少なくとも18歳以上。典善に心酔しており、典善に後継者として選ばれた功太郎に嫉妬し対立するが、空手校内予選決勝にて後に伝説と呼ばれる大勝負を演じ、以後はライバル兼親友となる。

## 読切版
『コータローまかりとおる!』
連載開始前に連載版と同一のタイトルで2本が発表されている。
KC16巻版は第27回新人漫画賞・特選作品で、蛭田のデビュー作。『週刊少年マガジン』1982年5号に掲載され、KC16巻・KCSP9巻に収録。連載作品の元となった作品であり、功太郎、麻由美、天光寺が登場。設定もほぼ同じで天光寺の決め台詞「ハゲではない!」も既に登場している。
KC26巻版はデビュー2作目となった作品で『週刊少年マガジン』1982年16号に掲載され、KC26巻・KCSP15巻に収録。1本目より以前に考え、ボツにしていた話を元としている。そのため、ヒロインが麻由美ではないなど連載版との設定の差が大きい。主な登場人物は功太郎、天野めぐみ、生徒会長。生徒会長はデザイン、性格等連載版にかなり近い形に出来上がっている。
『コータローまかりとおる! プロト編』
上記の読み切り版2作品よりさらに以前に書かれた作品。『L』単行本5巻に収録され、長髪ではないものの、忍者新堂功太郎が主人公であり、設定は連載版コータローに通じている。

## 書誌情報
- 『コータローまかりとおる!』全59巻、講談社〈講談社コミックス〉
- 『新コータローまかりとおる!柔道編』全27巻、講談社〈講談社コミックス〉
- 『コータローまかりとおる! L』既刊8巻、講談社〈講談社コミックス〉
  1. 2001年10月14日第1刷発行、ISBN 4-06-313037-1
  2. 2001年12月17日第1刷発行、ISBN 4-06-313060-6
  3. 2002年3月15日第1刷発行、ISBN 4-06-313090-8
  4. 2002年7月17日第1刷発行、ISBN 4-06-363128-1
  5. 2003年2月17日第1刷発行、ISBN 4-06-363205-9
  6. 2003年7月17日第1刷発行、ISBN 4-06-363262-8
  7. 2004年2月17日第1刷発行、ISBN 4-06-363339-X
  8. 2004年10月15日第1刷発行、ISBN 4-06-363440-X

## その他
- 楽屋ネタを始めとして、作者自身が欄外等によく登場する漫画であるが、その作者がキャラクター人気投票で3位になった事がある。
- 非常に話の進行が遅く、作者自らが自覚し自虐ネタとしている。『旧』・『新』・『L』と単行本で94冊、20年以上にも及ぶ連載にもかかわらず、作中での時間は2年ほどしか経っていない。
- ギャグとしての他の漫画作品や時事ネタのパロディが多く、特に連載誌の『マガジン』掲載作品の頻度は高い。

## 映画
『コータローまかりとおる!』のタイトルで映画化。1984年8月4日公開。同時上映は『五福星』。
原作第1部をベースとしているが、当時連載中だった第2部のキャラクターであるクララ姫が登場している。また、本作オリジナルキャラクターだった吉岡達也（白バラ）は原作にも登場し、第3部以降の重要キャラクターとなる。

### スタッフ
- 監督：鈴木則文
- プロデューサー：豊島泉、厨子稔雄、佐藤公彦（サニ千葉・エンタープライズ）
- 企画：佐藤雅夫、千葉真一
- 協力：サニ千葉・エンタープライズ、ジャパン・アクション・クラブ
- 原作：蛭田達也
- 脚本：志村正浩、鈴木則文
- 撮影：北坂清
- 美術：佐野義和
- 編集：市田勇
- 音楽：佐久間正英
- 音楽プロデューサー：高桑忠男
- 振付：謝珠栄
- 助監督：萩原将司
- 技斗：菅原俊夫
- 極真空手・武術指導：高木薫
- プロダクション協力：東映京都撮影所
- 製作・配給：東映

### キャスト
- 新堂功太郎：黒崎輝
- 渡瀬麻由美：千原麻里（新人）
- 吉岡達也：真田広之
- 紅バラ：志穂美悦子
- 天光寺輝彦：大葉健二
- 砂土屋俊兵：伊原剛 （現：伊原剛志）
- クララ姫：シャナ・ホーキンス
- 鱈子一郎（生徒会長）：山口良一
- 新聞部の部長：斉藤ゆう子
- 散髪屋のおやじ：由利徹
- 渡瀬大造：山城新伍
- サニー・サリバン（ムーア公国大佐）：千葉真一
- 学園理事長：ハナ肇
- 原作者：蛭田達也（特別出演）
- JACブラザーズ(伊野口和也、真矢武、砂川真吾、藤大介)、春田純一、栗原敏、井上誠吾、卯木浩二、関根大学、崎津隆介、鈴木玄秀、山本咲子、斉藤絵里、藤川聡、澄川真琴、赤田昌人、吉田真弓、佐々木俊彦、西村陽一、浅利俊博、西田真吾、長谷川一夫、多田雄司、羽多野雄一朗 ほか

### 主題歌
「純愛ダイナマイト」
歌：黒崎輝 & ジャック・ブラザーズ / 作詞：売野雅勇 / 作曲・編曲：芹澤廣明

### 配信
Amazonプライムビデオ内の有料追加チャンネル「東映オンデマンドチャンネル」にて2021年より配信中。

## 小説
- 吉岡平『小説コータローまかりとおる―ハチャメチャ痛快学園活劇』講談社X文庫、1984年7月1日。ISBN 978-4061900035。

映画版とのタイアップで講談社X文庫より発売。なぜか原作のタイトル末尾の「!」が無い。
執筆の吉岡平は本作が作家デビュー作である。

## パチンコ・パチスロ
2007年7月に奥村遊機からパチンコ機・『CRコータローまかりとおる!』が発売された。また同年9月にはIGTジャパンからパチスロ機・『コータローまかりとおる!』が発売された。